# Periklīs Kakousīs
Periklīs Kakousīs (in greco Περικλής Κακούσης?; 1879 – 1939) è stato un sollevatore, tiratore di fune e discobolo greco.

## Biografia
Ha partecipato ai giochi olimpici di St. Louis del 1904, dove ha gareggiato nelle gare di sollevamento pesi, vincendo la medaglia d'oro nel sollevamento con due mani. Nella stessa edizione ha partecipato alla gara di tiro alla fune con la squadra del Panellinios Gymnastikos Syllogos, che si è piazzata al quinto posto, a pari merito con la squadra boera.
Nella edizione dei Giochi olimpici intermedi di Atene del 1906 ha partecipato alla gara di atletica del lancio del disco in stile greco, piazzandosi al sesto posto, e nel sollevamento pesi a due mani.

## Palmarès
In carriera ha conseguito i seguenti risultati:
- Giochi olimpici

St. Louis 1904: oro nel sollevamento pesi a due mani.